# Bazalka pravá
Bazalka pravá (Ocimum basilicum) je aromatická rostlina z čeledi hluchavkovitých. Kvete od června do září. Je původem z Indie a z dalších vlhkých tropických regionů Asie, kde byla pěstována více než 5000 let. Do Evropy se dostala v 16. století a v současnosti se pěstuje většinou na zahradách a v domácnostech. Hindské kultury považují bazalku za posvátnou bylinku. V některých kulturách je tato rostlina zase znamením lásky a oddanosti mezi mladými páry. 

## Popis
Je to nízká (20-40 cm) jednoletá bylina, s lysou lodyhou. Lodyha je větvená, se stopkatými, vstřícnými, vejčitými až podlouhlými listy, ve vyšších partiích zastřihovaně zubatými okraji. Horní listy přecházejí v malé, červenavé listeny. Má bílé květy, poměrně velké. Jsou opylovány hmyzem. Plody jsou čtyři černohnědé tvrdky. Možnost záměny bazalky pravé je velmi malá, protože bazalka se od podobných rostlin stejné čeledi liší specifickou vůní. Vyžaduje vlhkou, výživnou půdu a přímé slunce. Lze ji rozmnožit semeny nebo řízkováním nekvetoucích postranních výhonů.

## Účinné látky
Bazalka obsahuje hlavně silice (až 1,5 %) s hlavní složkou methylchavikolem (estragolem) a linaloolem a přibližně 5 % tříslovin, dále flavonoidy, glykosidy, éterické oleje s eugenolem a ocimem, bazalkový kafr, tanin, cinoel a jiné látky.

## Využití
Čerstvé nebo sušené listy se používají jako univerzální koření. Pěstují se formy s listy zelené a červené barvy. Odlišné je také aroma - od typické vůně bazalky po skořicovou a citrónovou. Různé barevné formy působí v kontejnerech velmi dekorativně.

### Okrasná rostlina

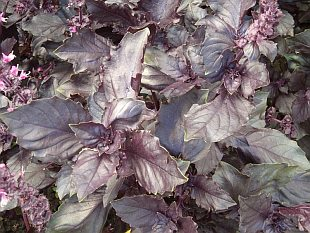
Bazalka pravá, kultivar 'Purple Opaal'

Pěstována je jako okrasná rostlina do okenních truhlíků, kde je kromě vůně vítána i její schopnost odpuzovat mouchy. Protože je to teplomilná letnička, vyséváme ji v březnu až dubnu do truhlíku.

#### Kultivary
- 'Blue Spice' - dekorativní a výrazně aromatická odrůda sladké kořenové vůně. Má drobnější zelené listy, purpurové lodyhy a růžové květy.
- 'Purple Ruffles' - aromatická a dekorativní odrůda s tmavě purpurovými zkadeřenými listy se zubatým okrajem, kvete růžovými květy.
- 'Queen' - kompaktní odrůda vhodná do truhlíků, tvar si udržuje i bez zaštipování. Rostlinu zdobí tmavě zelené listy, výrazné nahloučené květenství.
- 'Purple Opaal' - růžově kvetoucí bazalka s listy tmavě purpurové barvy a jemně bublinatým povrchem.[5]

### Význam v léčitelství
Bazalka je mimořádně univerzální bylina, tlumí křečové bolesti, zlepšuje trávení, harmonizuje peristaltika, působí proti nadýmání, protizánětlivě i mírně antibioticky. Je vhodná při nespavosti a migréně, při psychogenně podmíněných závratích. Obsahuje adaptogeny, které naše tělo využívá k přirozené adaptaci a boji proti stresu. Adaptogeny přispívají k vyváženému duševnímu stavu, zabraňují stresovým faktorům narušovat spánek. Bylo také prokázáno, že bazalka posvátná zmírňuje bolest a nepohodlí, takže pokud máte problémy se spánkem kvůli bolesti zad, bazalka může být pro vás dobrou volbou.

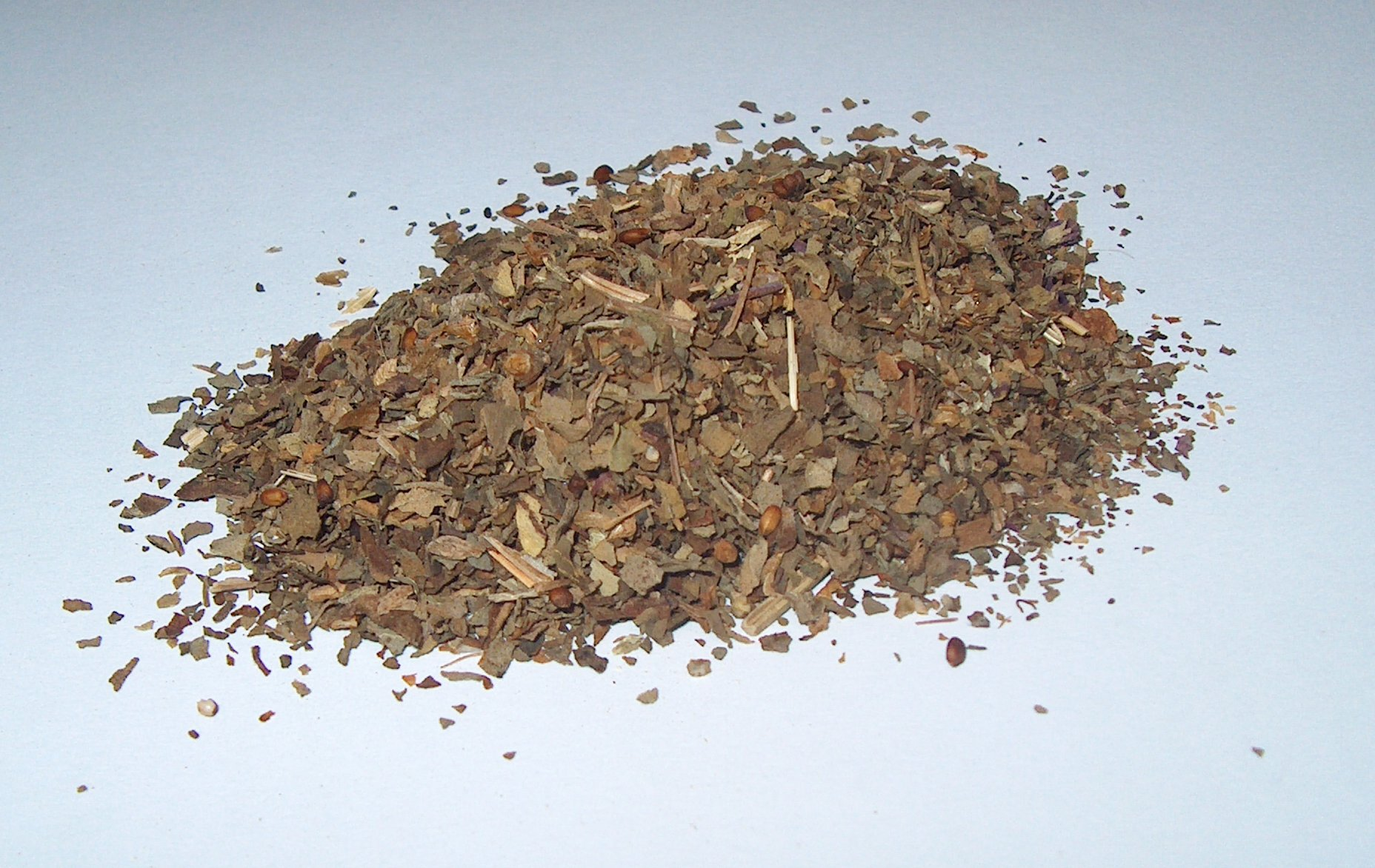
Sušená bazalka

Při použití inhalace snižuje krevní tlak a je vhodným prostředkem při těžkém nachlazení i při únavě.
Bazalku samotnou podáváme práškovanou, jako koření nebo pro aromatické koupele či inhalace. Při podávání ve formě čaje ji zpravidla kombinujeme s dobromyslí, meduňkou, puškvorcem, řebříčkem, heřmánkem, benediktem, tymiánem, kořenem lopuchu nebo řepíkem.

### Význam v potravinářství
Bazalka má v kuchyni široké využití. Po celou dobu vegetace je chutnou i voňavou přísadou salátů z čerstvé zeleniny. Můžeme ji přidat k dušenému masu, do omáček i do polévek. Jen pozor na dávkování - vyšší dávky nepůsobí uklidnění, ale naopak podráždění.
Bazalka tvoří základ italské kuchyně, používá se zejména u receptů, jejichž součástí jsou rajčata (saláty, těstoviny s rajčatovou omáčkou apod.), a vyrábí se z ní omáčka pesto.

## Pěstování
Bazalce se daří výhradně v teplých, slunných a chráněných polohách. Bazalka roste především v teplém středomořském podnebí. Rostlina vyžaduje 5 hodin slunečního svitu denně a teploty nad 10 °C. Daří se jí v dobře odvodněných půdách. Bazalka se v našich podmínkách chová jako jednoletka, jsou odrůdy, které můžeme pěstovat trvale, ale je potřeba je chránit před mrazem.

## Jméno
Slovo bazalka pochází z řeckého basileus, což znamená „král“. Někteří lidé prý věří, že rostla na místě, kde svatý Konstantin a Svatá Helena nalezli svatý kříž. Po určité období však byla považována za ďábelskou bylinu, protože její název byl zaměněn za latinské basiliscus, bazilišek.